# Shankargarh
Shankargarh é uma cidade e uma nagar panchayat no distrito de Allahabad, no estado indiano de Uttar Pradesh.

## Demografia
Segundo o censo de 2001, Shankargarh tinha uma população de 13,116 habitantes. Os indivíduos do sexo masculino constituem 53% da população e os do sexo feminino 47%. Shankargarh tem uma taxa de literacia de 61%, superior à média nacional de 59.5%: a literacia no sexo masculino é de 70% e no sexo feminino é de 52%. Em Shankargarh, 17% da população está abaixo dos 6 anos de idade.